# Virginia McGrath
Virginia Mary McGrath (Londres, 13 de marzo de 1965) es una jinete irlandesa que compitió en la modalidad de concurso completo.
Ganó una medalla de bronce en el Campeonato Europeo de Concurso Completo de 1995, en la prueba por equipos. Participó en dos Juegos Olímpicos de Verano, entre los años 1996 y 2000, ocupando el quinto lugar en Sídney 2000, en la misma prueba.

## Palmarés internacional
| Campeonato Europeo | Campeonato Europeo          | Campeonato Europeo | Campeonato Europeo |
| Año                | Lugar                       | Medalla            | Categoría          |
| ------------------ | --------------------------- | ------------------ | ------------------ |
| 1995               | Pratoni del Vivaro (Italia) | Medalla de bronce  | Por equipos        |